# Douglas Lima
Douglas Lima (Goiânia, Goiás; 5 de enero de 1988) es un artista marcial mixto brasileño que actualmente compite en la categoría de peso wélter en Bellator MMA donde ha sido tres veces campeón. Actualmente está en la posición #7 del ranking de pesos wélter en el mundo por Sherdog.com.

## Carrera en artes marciales mixtas

### Bellator Fighting Championships
En mayo de 2011, se anunció que Lima había firmado con Bellator Fighting Championships.
Lima ingresó al torneo de peso wélter de la temporada 5 de Bellator. Peleó contra Steve Carl en la primera pelea celebrada en Bellator 49 y ganó la pelea por decisión unánime. Lima peleó contra Chris Lozano en las semifinales en Bellator 53 y ganó por nocaut en la segunda ronda. En las finales, se enfrentó a Ben Saunders y ganó por nocaut en la segunda ronda.
Lima obtuvo su oportunidad por el título contra el campeón de peso wélter Ben Askren en Bellator 64 el 6 de abril de 2012. Perdió la pelea por decisión unánime.
Lima derrotó a Jacob Ortiz con una patada a la cabeza y rodillazo al minuto 4:50 de la tercera ronda en Bellator 79 el 2 de noviembre de 2012.
Lima enfrentó al ruso Michail Tsarev en el torneo de peso wélter de la octava temporada el 24 de enero de 2013 en Bellator 86. Ganó la pelea por nocaut técnico en la segunda ronda. En las semifinales, tenía programado enfrentarse a Brent Weedman. Sin embargo, Weedman sufrió una lesión y fue reemplazado por Bryan Baker en Bellator 90 el 21 de febrero de 2013. Ganó la pelea en la primera ronda. Luego se esperaba que enfrentara a Ben Saunders en una revancha en la final del torneo en Bellator 93, pero Lima sufrió una fractura en la mano.
La revancha con Saunders finalmente se llevó a cabo en Bellator 100 el 20 de septiembre de 2013. Lima ganó una vez más en la segunda ronda, esta vez por una patada brutal a la cabeza.
Lima se enfrentó al judoca olímpico Rick Hawn en Bellator 117 el 18 de abril de 2014. Lima ganó a través de un nocaut técnico para ganar el vacante Campeonato de Peso Wélter de Bellator.
Lima tenía previsto realizar su primera defensa del título contra Paul Daley el 27 de febrero de 2015 en Bellator 134. Sin embargo, en enero, se anunció que Lima se había retirado de la pelea debido a una lesión. Fue reemplazado por su compatriota André Santos.
Después de 15 meses lejos del deporte debido a lesiones en la rodilla, Lima volvió a defender su título contra el ganador del torneo peso wélter de la décima temporada Andrey Koreshkov en Bellator 140 el 17 de julio de 2015. Perdió la pelea y el título por decisión unánime.
Después de casi un año lejos del octágono, Lima regresó a la jaula de Bellator para reemplazar a Josh Koscheck contra Paul Daley en Bellator 158. Ganó la pelea por decisión unánime.
La victoria sobre Daley le valió a Lima una revancha contra el campeón de peso wélter de Bellator, Andrey Koreshkov. Los dos se encontraron en el evento principal de Bellator 164 el 10 de noviembre de 2016. Lima recuperó su título al ganar por nocaut en la tercera ronda.
Para la primera defensa de su segundo reinado con el título, Lima se enfrentó a Lorenz Larkin en Bellator NYC el 24 de junio de 2017. Ganó la pelea por una dominante decisión unánime para retener el Campeonato Peso Wélter de Bellator.
El 6 de septiembre de 2017, Lima anunció que había firmado un contrato de seis peleas y dos años con Bellator.
Para su segunda defensa titular enfrentó a Rory MacDonald en Bellator 192 el 20 de enero de 2018. Perdió la pelea por decisión unánime.
Lima enfrentó a Andrey Koreshkov en un tercer combate en el inicio del torneo de peso wélter de Bellator el 29 de septiembre de 2018 en Bellator 206. Ganó el combate por sumisión en la quinta ronda.

## Campeonatos y logros
- Bellator MMA
  - Campeonato de Peso Wélter de Bellator (tres veces)
  - Ganador del torneo peso wélter en la temporada 8 de Bellator
  - Ganador del torneo de peso wélter en la temporada 5 de Bellator
  - Más nocauts en la historia de Bellator (8)
- Maximum Fighting Championship
  - Campeonato de Peso Wélter de MFC (una vez)
  - Nocaut de la Noche (una vez)
  - Sumisión de la Noche (dos veces)

## Récord en artes marciales mixtas
| Resultado | Récord | Oponente               | Método                               | Evento                                                | Fecha                    | Ronda | Tiempo | Localización                | Notas                                                                                    |
| --------- | ------ | ---------------------- | ------------------------------------ | ----------------------------------------------------- | ------------------------ | ----- | ------ | --------------------------- | ---------------------------------------------------------------------------------------- |
| Victoria  | 33–11  | Costello Van Steenis   | Decisión (unánime)                   | Bellator 296                                          | 12 de mayo de 2023       | 3     | 5:00   | París                       | Regreso al peso mediano.                                                                 |
| Derrota   | 32–11  | Jason Jackson          | Decisión (unánime)                   | Bellator 283                                          | 22 de julio de 2022      | 5     | 5:00   | Tacoma, Washington          | Pelea acordada en 172.8 libras.                                                          |
| Derrota   | 32–10  | Michael Page           | Decisión (dividida)                  | Bellator 267                                          | 1 de octubre de 2021     | 3     | 5:00   | Londres                     |                                                                                          |
| Derrota   | 32–9   | Yaroslav Amosov        | Decisión (unánime)                   | Bellator 260                                          | 11 de junio de 2021      | 5     | 5:00   | Uncasville, Connecticut     | Perdió el Campeonato de Peso Wélter de Bellator.                                         |
| Derrota   | 32–8   | Gegard Mousasi         | Decisión (unánime)                   | Bellator 250                                          | 29 de octubre de 2020    | 5     | 5:00   | Uncasville, Connecticut     | Debut en el peso mediano; Por el Campeonato vacante de Peso Mediano de Bellator.         |
| Victoria  | 32–7   | Rory MacDonald         | Decisión (unánime)                   | Bellator 232                                          | 26 de octubre de 2019    | 5     | 5:00   | Uncasville, Connecticut     | Ganó el Campeonato de Peso Wélter de Bellator; Final del torneo peso wélter de Bellator. |
| Victoria  | 31–7   | Michael Page           | KO (golpes)                          | Bellator 221                                          | 11 de mayo de 2019       | 2     | 0:35   | Rosemont, Illinois          | Semifinal del torneo peso wélter de Bellator.                                            |
| Victoria  | 30–7   | Andrey Koreshkov       | Sumisión (rear-naked choke)          | Bellator 206                                          | 29 de septiembre de 2018 | 5     | 3:04   | San Jose, California        | Cuartos del torneo peso wélter de Bellator.                                              |
| Derrota   | 29–7   | Rory MacDonald         | Decisión (unánime)                   | Bellator 192                                          | 20 de enero de 2018      | 5     | 5:00   | Inglewood, California       | Perdió el Campeonato Peso Wélter de Bellator.                                            |
| Victoria  | 29–6   | Lorenz Larkin          | Decisión (unánime)                   | Bellator NYC                                          | 24 de junio de 2017      | 5     | 5:00   | New York City, New York     | Denfendió el Campeonato Peso Wélter de Bellator.                                         |
| Victoria  | 28–6   | Andrey Koreshkov       | KO (golpe)                           | Bellator 164                                          | 10 de noviembre de 2016  | 3     | 1:21   | Tel Aviv                    | Ganó el Campeonato Peso Wélter de Bellator.                                              |
| Victoria  | 27–6   | Paul Daley             | Decisión (unánime)                   | Bellator 158                                          | 16 de julio de 2016      | 3     | 5:00   | Londres                     |                                                                                          |
| Derrota   | 26–6   | Andrey Koreshkov       | Decisión (unánime)                   | Bellator 140                                          | 17 de julio de 2015      | 5     | 5:00   | Uncasville, Connecticut     | Perdió el Campeonato Peso Wélter de Bellator.                                            |
| Victoria  | 26–5   | Rick Hawn              | TKO (parada médica)                  | Bellator 117                                          | 18 de abril de 2014      | 2     | 3:19   | Council Bluffs, Iowa        | Ganó el vacante Campeonato Peso Wélter de Bellator.                                      |
| Victoria  | 25–5   | Ben Saunders           | KO (patada a la cabeza)              | Bellator 100                                          | 20 de septiembre de 2013 | 2     | 4:33   | Phoenix, Arizona            | Final del torneo peso wélter octava temporada.                                           |
| Victoria  | 24–5   | Bryan Baker            | KO (golpe)                           | Bellator 90                                           | 21 de febrero de 2013    | 1     | 2:34   | West Valley City, Utah      | Semifinal del torneo peso wélter octava temporada.                                       |
| Victoria  | 23–5   | Michail Tsarev         | TKO (patadas)                        | Bellator 86                                           | 24 de enero de 2013      | 2     | 1:44   | Thackerville, Oklahoma      | Cuartos de final del torneo peso wélter octava temporada.                                |
| Victoria  | 22–5   | Jacob Ortiz            | TKO (patada a la cabeza y rodillazo) | Bellator 79                                           | 2 de noviembre de 2012   | 3     | 4:50   | Ontario                     | Peso acordado (180 lbs)                                                                  |
| Derrota   | 21–5   | Ben Askren             | Decisión (unánime)                   | Bellator 64                                           | 6 de abril de 2012       | 5     | 5:00   | Windsor, Ontario            | Por el Campeonato Peso Wélter de Bellator.                                               |
| Victoria  | 21–4   | Ben Saunders           | KO (golpes)                          | Bellator 57                                           | 12 de noviembre de 2011  | 2     | 1:21   | Ontario                     | Final del torneo peso wélter quinta temporada.                                           |
| Victoria  | 20–4   | Chris Lozano           | KO (golpe)                           | Bellator 53                                           | 8 de octubre de 2011     | 2     | 3:14   | Miami, Oklahoma             | Semifinal del torneo peso wélter quinta temporada.                                       |
| Victoria  | 19–4   | Steve Carl             | Decisión (unánime)                   | Bellator 49                                           | 10 de septiembre de 2011 | 3     | 5:00   | Atlantic City, Nueva Jersey | Cuartos de final del torneo peso wélter quinta temporada.                                |
| Victoria  | 18–4   | Terry Martin           | TKO (golpes)                         | MFC 29: Conquer                                       | 8 de abril de 2011       | 1     | 1:14   | Windsor, Ontario            | Defendió el Campeonato Peso Wélter de MFC; Nocaut de la Noche.                           |
| Victoria  | 17–4   | Jesse Juárez           | Sumisión (triangle choke)            | MFC 27                                                | 12 de noviembre de 2010  | 3     | 2:37   | Edmonton                    | Ganó el vacante Campeonato Peso Wélter de MFC.                                           |
| Victoria  | 16–4   | Ryan Ford              | Sumisión (armbar)                    | MFC 26                                                | 10 de septiembre de 2010 | 2     | 0:48   | Edmonton                    | Sumisión de la Noche.                                                                    |
| Victoria  | 15–4   | Cortez Coleman         | Decisión (dividida)                  | SportFight X-1: Beatdown                              | 26 de marzo de 2010      | 3     | 5:00   | Atlanta, Georgia            |                                                                                          |
| Victoria  | 14–4   | Clint Hester           | Decisión (unánime)                   | Sin City Fight Club: Redline Grand Prix Round 2       | 13 de noviembre de 2009  | 3     | 5:00   | Atlanta, Georgia            |                                                                                          |
| Victoria  | 13–4   | Eddie Hernández        | Sumisión (triangle choke)            | Sin City Fight Club: Redline Grand Prix Opening Round | 10 de octubre de 2009    | 1     | 2:34   | Atlanta, Georgia            |                                                                                          |
| Derrota   | 12–4   | Eric Dahlberg          | Decisión (unánime)                   | Best of the Best                                      | 12 de junio de 2009      | 3     | 5:00   | Columbus, Georgia           |                                                                                          |
| Derrota   | 12–3   | Charles Blanchard      | Decisión (unánime)                   | KOTC: Invincible                                      | 27 de marzo de 2009      | 3     | 5:00   | Atlanta, Georgia            |                                                                                          |
| Victoria  | 12–2   | Joseph Baize           | TKO (golpes)                         | Southern Kentucky: Combat League                      | 23 de agosto de 2008     | 1     | 2:30   | Owensboro, Kentucky         |                                                                                          |
| Derrota   | 11–2   | Brent Weedman          | Sumisión (armbar)                    | AFL: Bulletproof                                      | 30 de mayo de 2008       | 2     | 4:39   | Atlanta, Georgia            | Por el vacante Campeonato Peso Wélter de AFL.                                            |
| Victoria  | 11–1   | Cody Senseney          | TKO (golpes)                         | AFL: Eruption                                         | 7 de marzo de 2008       | 1     | 2:45   | Lexington, Kentucky         |                                                                                          |
| Victoria  | 10–1   | Eric Davila            | Sumisión (armbar)                    | ROF 31: Undisputed                                    | 1 de diciembre de 2007   | 2     | 3:52   | Broomfield, Colorado        |                                                                                          |
| Victoria  | 9–1    | Daniel Douglas         | Sumisión (rear naked choke)          | RMBB & PCF 1: HellRazor                               | 16 de octubre de 2007    | 1     | 0:28   | Denver, Colorado            |                                                                                          |
| Victoria  | 8–1    | Kyle Baker             | Sumisión (triangle ambar)            | Reign in the Cage                                     | 11 de agosto de 2007     | 1     | 4:45   | Alabama                     |                                                                                          |
| Victoria  | 7–1    | Ed Nuno                | Sumisión (lesión)                    | XFS 6: Bad Blood                                      | 14 de julio de 2008      | 1     | 0:28   | Boise, Idaho                |                                                                                          |
| Victoria  | 6–1    | Joshua Hancock         | TKO                                  | Evolution: Mayhem in Albany                           | 10 de marzo de 2006      | 1     |        | Albany, Georgia             |                                                                                          |
| Derrota   | 5–1    | Matt Brown             | TKO (golpes)                         | ISCF: Invasion                                        | 9 de febrero de 2007     | 2     | 2:50   | Kennesaw, Georgia           | Por el vacante Campeonato Peso Wélter de ISCF                                            |
| Victoria  | 5–0    | Ray Perales            | Sumisión (golpes)                    | Xtreme Fight Series 3                                 | 15 de diciembre de 2006  | 1     | 3:07   | Boise, Idaho                |                                                                                          |
| Victoria  | 4–0    | John Nellermoe         | Sumisión (triangle choke)            | ISCF: Southside Slugfest                              | 21 de octubre de 2006    | 1     | 1:07   | Peachtree City, Georgia     |                                                                                          |
| Victoria  | 3–0    | Nathan Osterkamp       | Sumisión (rear-naked choke)          | Border Warz                                           | 14 de octubre de 2006    | 1     | 1:57   | Colorado Springs, Colorado  |                                                                                          |
| Victoria  | 2–0    | Steve Linton           | Sumisión verbal                      | ISCF: Fever Fight Night                               | 22 de septiembre de 2006 | 1     | N/A    | Atlanta, Georgia            |                                                                                          |
| Victoria  | 1–0    | Carlos Julio Molestina | KO                                   | Wild Bill's: Fight Night 3                            | 14 de julio de 2006      | 1     | 1:08   | Duluth, Georgia             |                                                                                          |